# Video In Video Out
Video in Video out (traduzido da língua inglesa que significa "Entrada de Vídeo e Saída de Vídeo" e visto com o acrónimo VIVO) é uma porta gráfica que permite que placas de vídeo tenham entradas e saídas de vídeo analógico através de um conector mini-DIN, normalmente alguma variação com 9 pinos, e um cabo em Y específico que também pode transferir áudio analógico.
VIVO era encontrada em placas de vídeo da ATI e da Nvidia, muitas vezes rotulada como TV OUT. Esta interface nestes hardwares normalmente suportavam vídeo composto, vídeo componente e S-Video como saídas, e composto e S-Vídeo como entradas. Muitas outras placas somente suportavam saídas componente e/ou S-Vídeo para complementar a saída VGA ou a saída DVI.
Enquanto o uso com a saída componente suporta resoluções de alta definição, ela não suporta o padrão HDCP que deve ser necessária para o suporte oficial de HDTV como comunicado pela organização europeia DigitalEurope (EICTA).

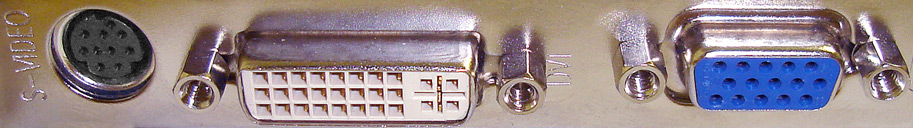
Uma placa de vídeo com interfaces VIVO, DVI e VGA

Usos práticos desta interface incluem a habilidade de exibir multimídia armazenada de um computador em uma televisão, e ser capaz de conectar um reprodutor de DVD ou um vídeo game nele enquanto permite ver o conteúdo na TV. A interface VIVO por si só, não é capaz de decodificar sinais broadcast digitais de qualquer fonte, como sets HDTV sem decodificador digital e monitores de sinal composto (como uma televisão de tubo) não o fazem.
Muitos fabricantes têm versões desta interface que também aceitam conexões de som.

## Limitações
A saída VIVO de uma placa gráfica não é usada frequentemente por quem não tem necessidade de conectar seu computador a uma TV. Também, pode haver problemas de suporte desta interface por alguns programas.
Um computador usando esta interface deve ter um software que possa lidar com o sinal inserido. Por exemplo, no caso de usuários da série 6 e 7 da Nvidia isso significa que eles devem baixar um driver específico para isto, chamado WDM driver.
Também, computadores com o Windows XP que usam placas de vídeo GeForce com modo SLI ativado, usando uma TV para exibir parte da área de trabalho via VIVO têm esta saída desativada ou exibe imagens distorcidas enquanto o sistema operacional está carregando o driver, porque a BIOS pode inicializar as saídas de vídeo que estão indisponíveis enquanto o driver está sendo carregado e o modo SLI é inicializado.